# مطار ماغونغ
مطار ماغونغ (بالصينية: 馬公航空站)(إياتا: MZG، إيكاو: RCQC) هي مطار تابعة لإدارة التشغيل المدنية في تايوان، افتتح عام 1977م.

## شركات الطيران والوجهات
| شركـات طيـران        | الوجهات                                                                                    |
| -------------------- | ------------------------------------------------------------------------------------------ |
| Daily Air            | Qimei                                                                                      |
| خطوط ماندارين الجوية | مطار كاوهسيونغ الدولي، مطار تايتشونغ، مطار تايبيه سونغشان                                  |
| Uni Air              | Chiayi، مطار كاوهسيونغ الدولي، مطار كينمن، مطار تايتشونغ، مطار تاينان، مطار تايبيه سونغشان |

## وصلات خارجية
- Magong Airport (بالإنجليزية)